# Humboldtspitssnuitdolfijn
De humboldtspitssnuitdolfijn (Mesoplodon peruvianus)  is een zoogdier uit de familie van de spitssnuitdolfijnen (Ziphiidae). De wetenschappelijke naam van de soort werd voor het eerst geldig gepubliceerd door Reyes, Mead & Van Waerebeek in 1991.

## Voorkomen
De soort komt voor in de Grote Oceaan.